# Kaveri

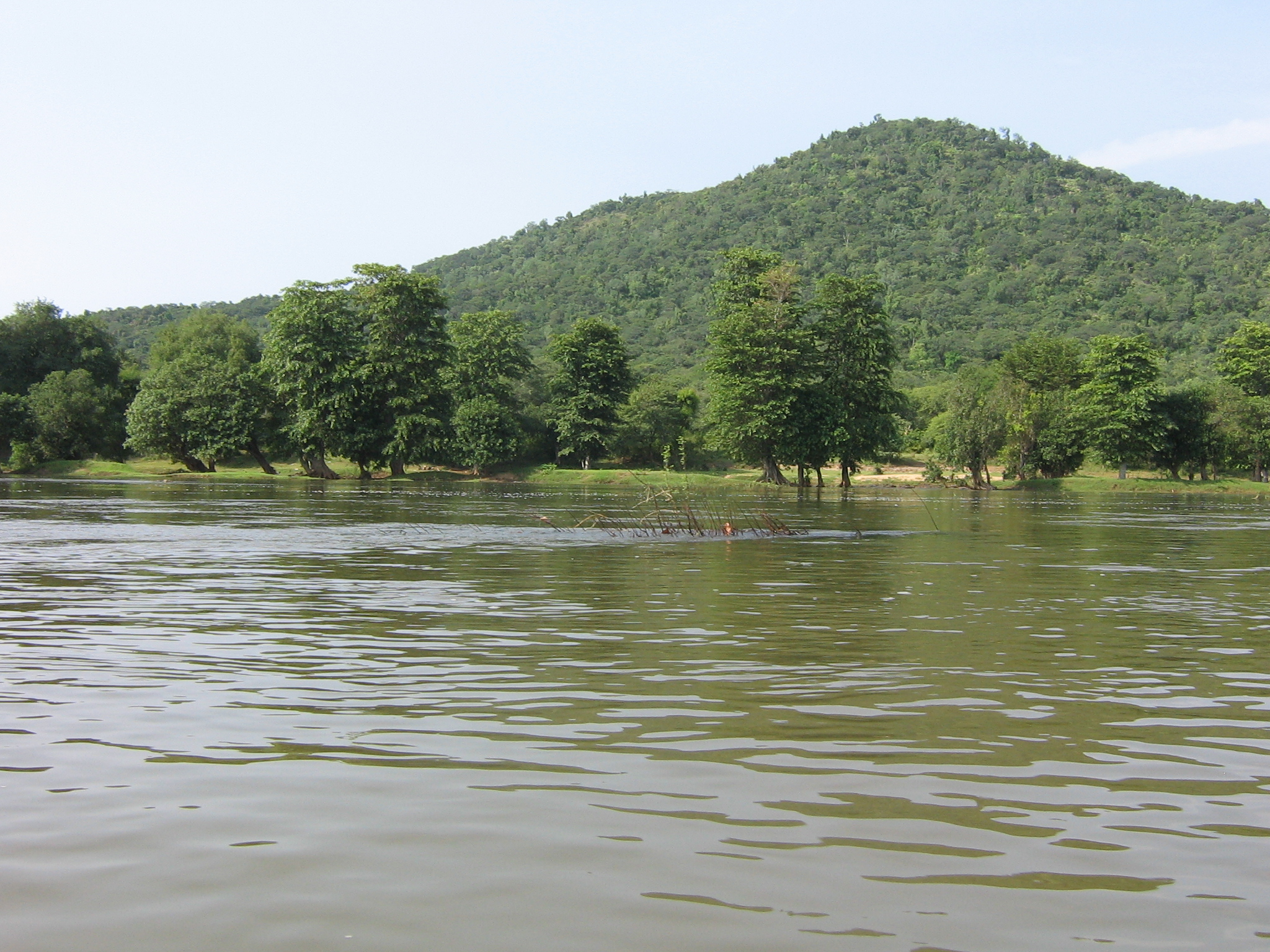
El riu Kaveri a Hogenakkal

El Kaveri (en kannada: ಕಾವೇರಿ ನದಿ, en tàmil: காவிரி ஆறு|காவிரி ஆறு), Cauvery segons la denominació colonial anglesa, és un dels grans rius de l'Índia, considerat sagrat com part dels Sapta Sindhu ('set rius'). El seu naixement és a Talakaveri al districte de Kodagu als Ghats Occidentals, estat de Karnataka, i corre cap al sud i l'est per Karnataka i Tamil Nadu desaiguant a la badia de Bengala per dues boques. La seva conca es calcula en 72.000 km². El seu curs és de 765 km.

## Afluents
Els seus afluents principals són:
- Arkavati.
- Amaravati.
- Bhavani.
- Kundahs.
- Kabbani.
- Hemavati.
- Suvarnavati o Haringi.
- Lakshmantirta.
- Kakabe.
- Kadanur.
- Kummahole.
- Muttaremutta.
- Chikkahole.
- Honnuhole o Suvarnavati.
- Lakshmana Tirtha o Lakshmantirtha.
- Kabini.
- Lokapavani.
- Noyil.
- Shamsha.